# Manchita
Manchita település Spanyolországban, Badajoz tartományban. Manchita Don Benito, Oliva de Mérida és Guareña községekkel határos. Lakosainak száma 737 fő (2024).

## Népesség
A település népessége az utóbbi években az alábbiak szerint változott:
| Lakosok száma | 769  | 751  | 736  | 764  | 757  | 761  | 770  | 765  | 769  | 737  |
|               | 2001 | 2004 | 2006 | 2009 | 2011 | 2014 | 2016 | 2019 | 2021 | 2024 |